# Neodorcadion orientale
Neodorcadion orientale är en skalbaggsart som beskrevs av Ludwig Ganglbauer 1884. Neodorcadion orientale ingår i släktet Neodorcadion och familjen långhorningar. Inga underarter finns listade i Catalogue of Life.